# Rock Machine
Rock Machine, ofta kallad Rock Machine M.C., är en internationell motorcykelklubb med säte i USA och Australien. Den finns även i andra länder, bland annat i Tyskland, Ryssland, Schweiz, Armenien, Indonesien, Thailand, Belgien, Nya Zeeland, Sverige, Sydafrika, Storbritannien, och Georgien.
Rock Machine bildades 1986 av Salvatore Cazzetta, en tidigare vän till Hells Angels Quebecs kapitelpresident Maurice Boucher, och konkurrerade med Hells Angels om narkotikahandeln i Montreal. Quebec Biker-kriget såg Rock Machine bilda en allians med ett antal andra gäng. Konflikten pågick mellan 1994 och 2002 och resulterade i fler än 160 skadade.